# Contes azerbaïdjanais

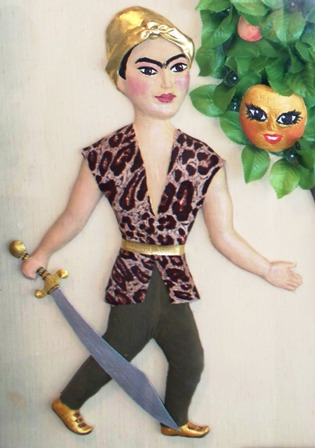
Malikmammad - héros principal d'un conte de fées azerbaïdjanais du même nom

Les contes de fées azerbaïdjanais sont des œuvres du folklore du peuple azerbaïdjanais. Ils varient dans le contexte et le sujet et incluent des récits du passé héroïque du peuple azerbaïdjanais et des luttes avec les oppresseurs locaux et étrangers. Les points de vue spirituels, moraux, sociaux et philosophiques se reflètent tout au long de ces récits.
Les contes transmettent d'anciennes traditions et coutumes nationales tout en dépeignant la beauté naturelle de l'Azerbaïdjan; ses vallées verdoyantes et ses pâturages, ses montagnes magnifiques, ses rivières purling et ses jardins fleuris

## Histoire
Les premiers contes de fées enregistrés se trouvent dans l'héroïque Oghouzes Kitabi Dede Korkut ("Le livre de Dede Korkut") des Xe – XIe siècles. Par exemple, il y a un conte raconté sur un homme-monstre qui mange «deux personnes et cinq mille moutons» par jour dans l'histoire de Tepegoz (une traduction du turc - Cyclop).

## Personnages
Jirtdan est le personnage de conte le plus populaire parmi les contes pour enfants en Azerbaïdjan, ce qui signifie «petit» lorsqu'il est traduit de l'Azerbaïdjan. De nombreux contes de fées sont basés sur ce personnage, qui se distingue par son esprit, son courage et sa bravoure. Il peut être à la fois un oisif, mais aussi très courageux. Div (géant) est un autre personnage populaire. Le petit Jirtdan acquiert du courage et de la bravoure lorsqu'il rencontre Div.
Les personnages des contes les plus populaires parmi les contes pour enfants en Azerbaïdjan sont:
- Jirtdan
- Tig-tig khanim
- Tepegoz
- Malikmammad
- Ovtchu Pirim
- Goytchak Fatma[3]